# 山田三毛猫
山田 三毛猫（やまだ みけねこ）は、日本の飲食店経営者・造形作家。猫のファースーツを着て焼き芋の屋台を運営していることで知られる。
2012年にブログを開設し、当初はラーメン屋台を始めるための資金集めとして焼き芋屋をスタートさせた。その際に、手縫いで作った「猫マスク」を着用して営業を行った。現在は焼き芋屋をメインとしている他に、ファースーツのオーダーメイドも行っている。2019年6月11日には日本テレビ系列のバラエティ番組『月曜から夜ふかし』に「猫問題を調査した件」の「不審猫問題」で出演した。活動をおこなっているのは主に鳥取県倉吉市である。
猫がアルバイトをしていると話題になった愛媛県松山市のプリン専門店「坂の上の猫プリン」のアルバイト猫・ミクちゃんは山田の作である。